# Conops aureifasciatus
Conops aureifasciatus är en tvåvingeart som först beskrevs av Camillo Rondani 1857.  Conops aureifasciatus ingår i släktet Conops och familjen stekelflugor.
Artens utbredningsområde är Italien. Inga underarter finns listade i Catalogue of Life.